# نظام إدارة قواعد البيانات
نظام إدارة قواعد البيانات (بالإنجليزية: Database Management System وإختصاراً DBMS)‏ هو عبارة عن مجموعة برامج حاسوبية تتحكم في تنظيم وتخزين وإدارة وسحب البيانات (المعطيات) من قاعدة بيانات. يدير النظام العديد من قواعد البيانات كمّا يمكّن العديد من المستخدمين من الوصول إلى هذه القواعد في الوقت نفسه.

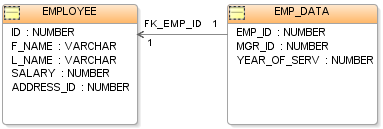

## مكونات نظام إدارة قواعد البيانات
يتكون نظام إدارة قواعد البيانات من:
- لغة نمذجة (بالإنجليزية: Modeling language)‏ لتعريف رسم قاعدة البيانات
- بنية البيانات أو هياكل بيانات (بالإنجليزية: Data structures)‏ (جدول، سجل، حقل وبطاقية) مصممة بطريقة فعالة من أجل التعامل مع كمية ضخمة من البيانات
- لغة استعلام (بالإنجليزية: Query language)‏ لتمكين المستخدمين، حسب صلاحياتهم، من مسائلة قاعدة المعطيات بطريقة مباشرة وتحليل البيانات وتعديلها وتغذيتها بالجديد.
- آلية تعامل (بالإنجليزية: Transaction mechanism)‏ تضمن خصائص ACID

## الوظائف
وظائف نظام إدارة قواعد البيانات:

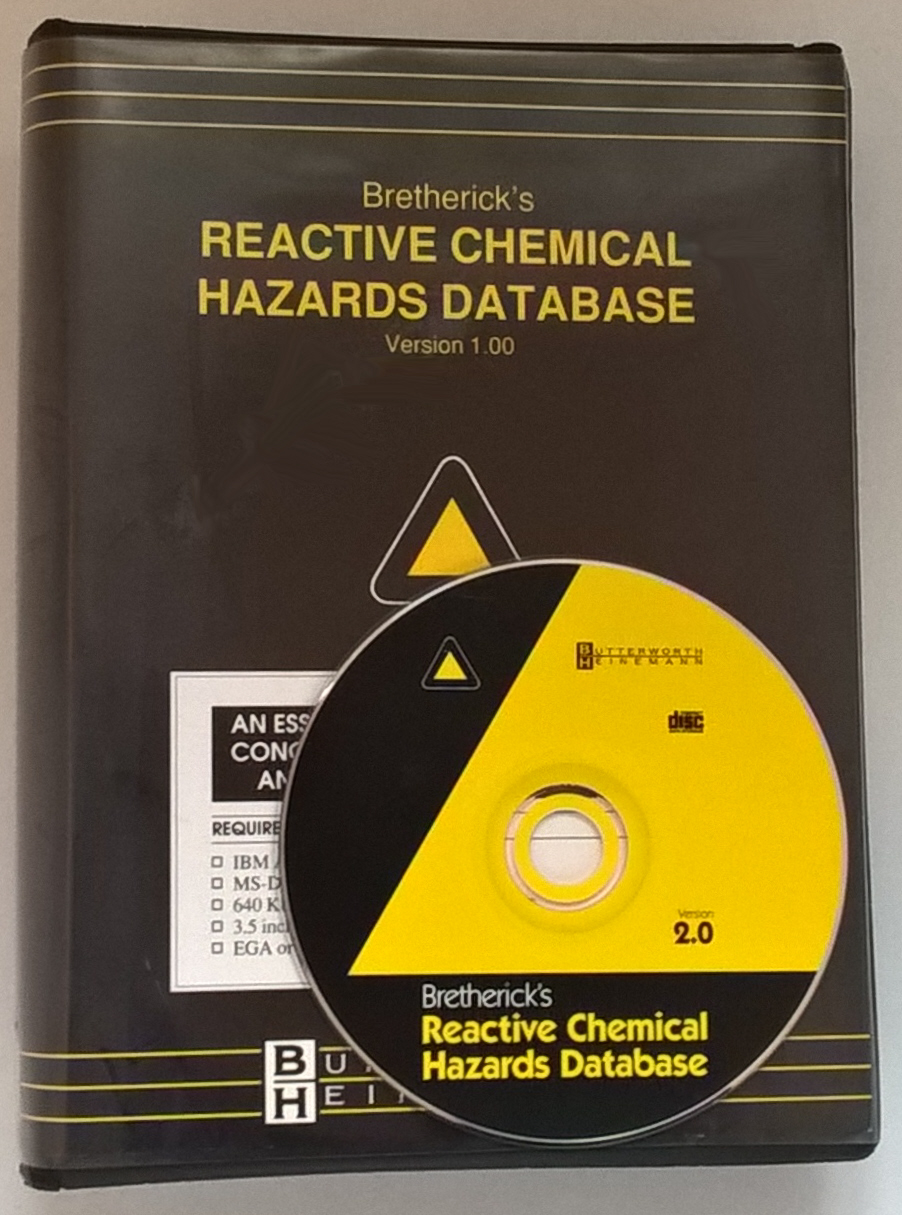
نموذج قواعد بيانات معينة مسجلة على قرص مدمج

- إنشاء قواعد البيانات: عند إنشاء قاعدة بيانات، يتم تخزين البيانات في جداول، ويمكن إنشاء جدول بواسطة إنشاء قاعدة بيانات جديدة أو بواسطة ادراج جدول في قاعدة البيانات أو بواسطة الاستيراد أو الارتباط بالجدول من مصدر بيانات آخر، مثل برنامج مايكروسوفت إكسل Microsoft Office Exel 2007 أو مستند مايكروسوفت وورد Microsoft Word 2007 أو ملف نصي أو قاعدة بيانات أخرى. وبعد أن يتم إنشاء قاعدة بيانات يمكن بعد ذلك ادخال البيانات لبدء تعريف الجدول.
- تحديث قواعد البيانات.
- تشغيل قواعد البيانات.
- صيانة قواعد البيانات.
- حماية وتأمين سلامة البيانات.
- التحكم في تزامن العمليات.

## فوائد نظام إدارة قواعد البيانات
لنظم إدارة قواعد البيانات فوائد ومحاسن عدة ، ابرزها:
- عدم التكرار في البيانات.
- عزل البيانات عن البرامج (عدم الاعتمادية).
- تناسق البيانات وترابطها.
- تمثيل البيانات المخزنة للواقع الحالي.
- توفير بيئة معالجة متعددة للمستخدمين.
- الحفاظ على أمن وسلامة البيانات وكمالها.